# Navaia deiphobe
Navaia deiphobe är en insektsart som beskrevs av Rauno E. Linnavuori 1960. Navaia deiphobe ingår i släktet Navaia och familjen dvärgstritar. Inga underarter finns listade i Catalogue of Life.